# الله‌وردی خان امیرشکارباشی
الله‌وردی خان امیرشکارباشی فرزند خسرو خان، یک غلام درباری ارمنی تبار در زمان صفویان بوده است.
در زمان شاه صفی، الله‌وردی به مقام «یوزباشی غلامان» دست یافت. هنگام سلطنت شاه عباس دوم (۱۰۵۲ ه) پدرش از «امیرشکارباشی» به «بیگلربیگی» شیروان ترفیع داده شد، و الله‌وردی به مقام قبلی پدرش یعنی «امیرشکارباشی» منصوب شد. او در سال ۱۰۵۸-۵۹ خودش را در لشکرکشی قندهار نشان داد، و شاه عباس دوم لقب «مصاحب» و حکومت استرآباد را به او پاداش داد. پس از مرگ سیاوش خان (۱۰۶۱ ه) الله‌وردی خان «قوللرآقاسی» و «بیگلربیگی» کهگیلویه شد. در سال ۱۰۶۴ او جایگزین علی قلی خان «سردارلشکر» شده و سپس چند سال در سرحدات امپراتوری صفویان در خراسان، مشغول پاسبانی در مقابل حملات ازبکان شد. چند سال بعد جهت سرکوب اعتراضات گرجی‌های کاختی، به قفقاز فرستاده شد و سه سال آنجا ماند. کاختی در اثر حملات شاه عباس یکم ویران شده بود و الله‌وردی مأمور شده بود استحکامات نظامی صفویان را در آنجا بنا کرده و خانواده‌های ترک تبار را در آن مستقر کند. او پادگان‌ها و قلعه‌های «شاه آباد»، «نصرت آباد» و «اسلام‌آباد» را در آنجا بنا کرد.
او پس از تحمل یک دورهٔ طولانی بیماری، در سال ۱۰۷۲ در اصفهان درگذشت و در کنار آرامگاه بابا رکن الدین در قبرستان تخت فولاد اصفهان به خاک سپرده شد. منصب «امیرشکارباشی» نیز به برادرش امام وردی رسید.